# پیر-اتین فلاندن
پیر-اتین فلاندَن (فرانسوی: Pierre-Étienne Flandin‎؛ ۱۲ آوریل ۱۸۸۹ – ۱۳ ژوئن ۱۹۵۸) سیاستمدار اهل فرانسه بود.